# Sainte-Croix (Aisne)
Sainte-Croix é uma comuna francesa na região administrativa de Altos da França, no departamento de Aisne. Estende-se por uma área de 3,35 km². Em 2010 a comuna tinha 134 habitantes (densidade: 40 hab./km²).